# Obama-Linie

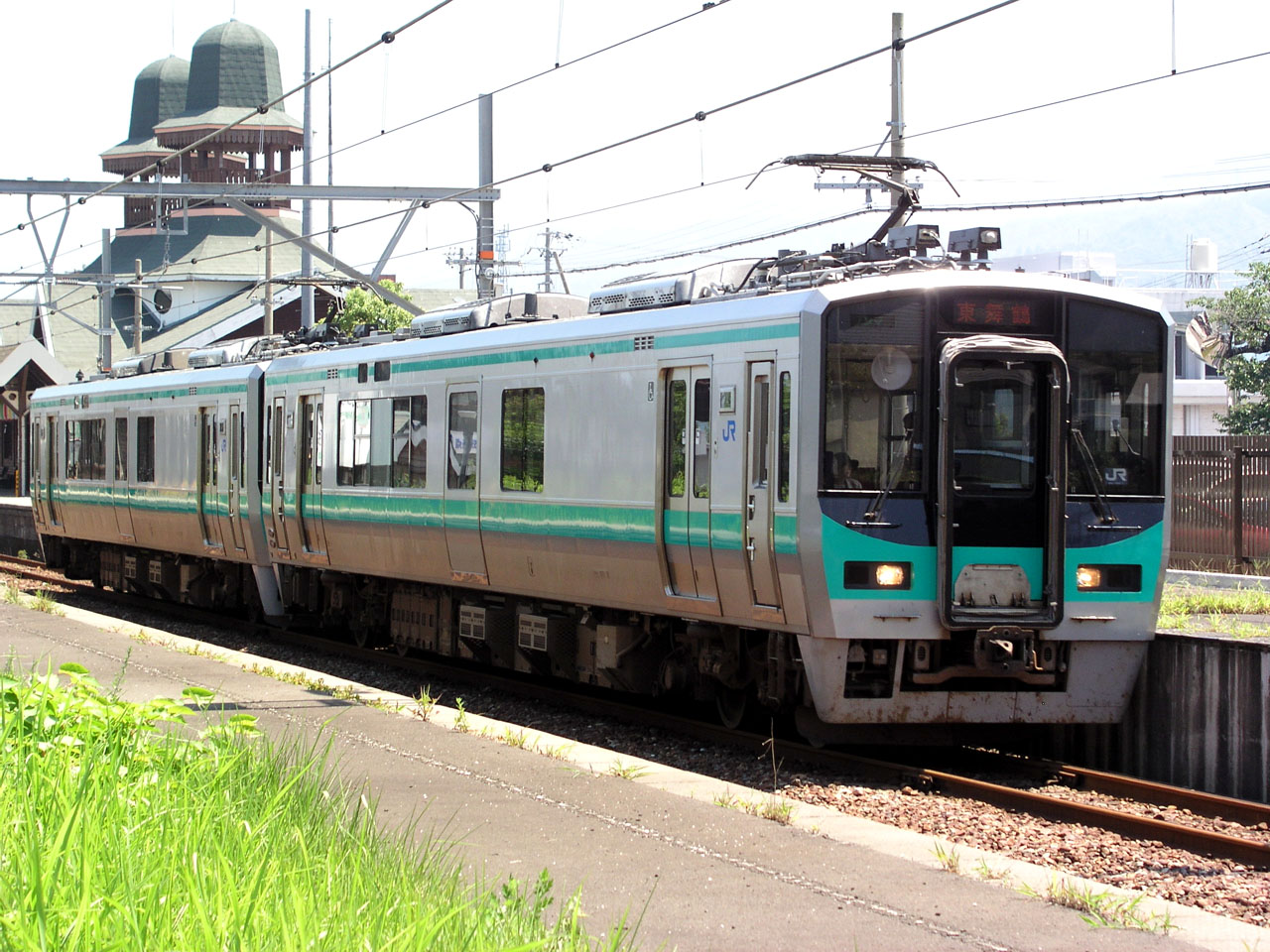
Zug der JR-West Baureihe 125 im Bahnhof Wakasa-Hongō

Die Obama-Linie (jap. 小浜線, Obama-sen) ist eine Zugstrecke an der Küste des Meeres im zentralen Japan. Sie wird von der West Japan Railway Company (JR West) betrieben.
Den Namen hat sie von der Stadt Obama, deren Bahnhof im mittleren Teil der Strecke liegt.
Die 84,3 Kilometer lange eingleisige Zugstrecke verbindet den Bahnhof in Tsuruga – dort Anschluss an die Hokuriku-Hauptlinie – und den Bahnhof Higashi-Maizuru in Maizuru – dort Anschluss an die Maizuru-Linie. Zwischenhalte sind diverse Stationen in Mihama, Wakasa, Obama, Ōi und Takahama liegen in der Mitte der Strecke.
Die Elektrifizierung der Linie wurde am 15. März 2003 fertiggestellt.
- Fertigstellung: 2003
- Endbahnhöfe: Tsuruga und Higashi-Maizuru
- Stationen: 24
- Betreiber: JR West
- Streckenlänge: 84,3 km
- Spurbreite: 1067 mm
- Betriebsspannung: 1500 V Gleichstrom (Oberleitung)
- Geschwindigkeit: 85 km/h